# هریسون ۴۱۴۹
سیارک ۴۱۴۹ (به انگلیسی: 4149 Harrison، نامگذاری:1984EZ) چهار هزار و صد و چهل و نهمین سیارک کشف شده‌است که در ۹ مارس ۱۹۸۴ کشف شد.
قدر مطلق سیارک برابر ۱۲٫۳۰ است.